# 미나마타병
미나마타병(일본어: 水俣病 미나마타뵤[*], 영어: Minamata disease)은 수은 중독으로 인해 발생하며, 다양한 신경학적 증상과 징후를 특징으로 하는 증후군이며, 이와 유사한 공해병을 통칭하는 경우도 있다. 1956년 일본 구마모토현의 미나마타시에서 메틸수은이 포함된 어패류를 먹은 주민들에게서 집단적으로 발생하면서 사회적으로 큰 문제가 되었다.
문제가 되었던 메틸수은은 인근의 화학 공장에서 바다에 방류한 것으로 밝혀졌고, 2001년까지 공식적으로 2,265명의 환자가 확인되었다. 1965년에는 니가타현에서도 대규모 수은 중독이 확인되었다.

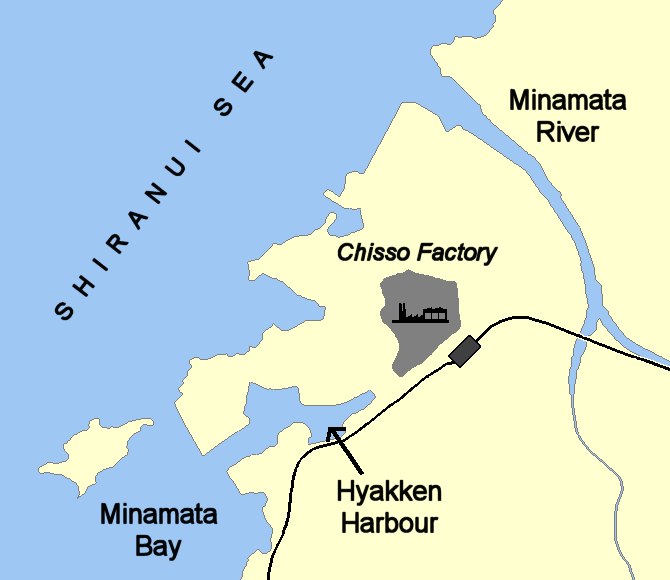
미나마타 만과 인근 화학공장의 위치

## 1908–1955
신일본 질소 주식회사(新日本窒素株式会社, 현재는 JNC로 사명 변경) 혹은 줄여서 칫소(ちっそ, Chisso)는 미나마타 시에 1908년 화학 공장을 처음 설립하였다. 초기에는 비료를 생산하였으나 아세틸렌, 아세트알데히드, 아세트산, 염화비닐, 옥타놀 등의 생산으로 사업을 확장하면서 공장은 일본 화학 산업의 전국적인 성장에 기여하였다. 제2차 세계 대전을 전후하여 미나마타 공장은 일본에서 가장 앞서게 되었다. 이러한 화학 물질들의 생산 결과로 발생한 폐기물들은 공장 폐수를 통하여 미나마타 만으로 흘러나가게 되었다. 이러한 오염 물질들은 환경에 영향을 끼쳤다. 어업은 감소된 수확량에 의하여 타격을 받았고 회사는 어업 조합에게 1926년과 1943년 두 차례 손해배상 합의서를 작성해줬다.
미나마타 공장의 빠른 확장은 지역의 경제에 박차를 가했고 칫소가 번영함으로써 미나마타도 번영하였다. 한때는, 미나마타 시 당국의 세금 수익의 50퍼센트 이상이 칫소와 그 직원들로부터 나왔고 그 회사와 자회사들은 미나마타 시의 모든 일자리의 1/4을 창출하는 데 기여하였다.
칫소의 미나마타 공장은 1932년에 아세트알데히드를 생산하기 시작했고 그 해 210톤을 생산했다. 1951년 이후, 생산량이 매년 6000톤으로 상승했고, 1960년에 45,245톤으로 정점을 찍었다. 처음부터 끝까지, 칫소 공장의 아세트알데히드 생산은 일본의 총 아세트알데히드 생산의 1/4에서 1/3 사이에 달하였다. 아세트알데히드를 생산하는 화학 반응 과정에 촉매로서 수은을 사용했다. 1951년 8월 초부터 촉매는 망간 이산화물에서 삼황화이철(Fe2S3)로 바뀌었다. 이 촉매 사이클의 부작용 중 하나는 소량의 유기 수은 화합물, 즉 메틸 수은의 생산으로 이어진 것이다. 이 고독성 합성물은 촉매를 바꾼 1951년부터 이 생산 방법이 중지된 1968년까지 미나마타 만에 퍼졌다...

## 1956–1959
1956년 4월 21일에 5살의 소녀가 미나마타 시에 있는 칫소 공장의 병원에서 검사를 받았다. 의사들은 그녀가 걷거나 말하는 것을 힘들어하며 경련 증상을 호소하자 당혹스러워했다. 2일 후에 그녀의 여동생도 같은 증상을 보이기 시작하였고 그녀 역시 입원하였다. 그 소녀의 엄마는 의사들에게 이웃 딸도 같은 증상을 겪고 있다고 알렸다. 집집마다 조사를 한 후에 8명의 환자들이 발견되어 입원했다. 5월 1일, 병원장은 지역의 공공 건강소에 유행하고 있는 원인 불명의 중앙 신경계 질병에 대한 발견을 보고했다. 그 전염병을 조사하기 위하여 시 정부와 여러 의사들이 1956년 5월 말에 이상질병대책위원회를 개설했다. 질병의 국지적인 성질 때문에 전염병으로 추정되었고, 예방책으로써 환자들은 격리되었으며 그들의 집은 소독되었다. 비록 접촉 전염이 아님이 증명되었지만, 초기의 반응은 지역 공동체의 미나마타 희생자들에게 사회적 불명예와 차별을 안겨줬다. 조사 도중, 위원회는 환자들 집 주위의 지역의 고양이들과 다른 야생 생물들이 이상 행동을 보인다는 놀라운 사실을 발견했다. 1950년 쯤부터 고양이들이 경련을 일으키고 미친 것처럼 보이다 죽어가는 것이었다. 주민들은 고양이들의 불규칙적인 움직임 때문에 그것을 '고양이 춤 병'(猫踊り病)으로 불렀다. 까마귀들이 하늘에서 떨어졌고 바다에서 해초가 더 이상 자라지 않게 되었으며 바다 표면에서 물고기들이 떠올라 죽었다. 발생 정도가 파악되었을 때 위원회는 연구를 위하여 구마모토 대학에서 연구자들을 초빙하였다.
구마모토 대학 연구팀은 1956년 8월 24일에 창설되었다. 연구자들은 미나마타 시를 정기적으로 방문하기 시작했고 세세한 조사를 위하여 환자들을 대학 병원에 수용하였다. 환자들에게 나타난 증상들의 완전한 모습이 서서히 드러났다. 그 질병은 어떠한 이전의 경고도 없이 환자들에게 감각의 상실과 손발의 무감각을 가져오며 발생하였다. 환자들은 작은 물건들을 잡거나 단추를 잠그는 것조차 못하게 되었다. 그들은 비틀거리지 않고는 걷거나 뛸 수 없게 되었고, 그들의 목소리의 톤이 바뀌었으며, 많은 환자들은 보고 듣는 것과 삼키는 것에 어려움을 호소하였다. 일반적으로 이러한 증상들은 악화되었고 심각한 경련, 혼수 상태에 빠진 후에 결국 죽음이 뒤따랐다. 1956년 10월, 40여 명의 환자들이 발견되었고 14명이 죽으면서 사망률은 35%였다.

### 수은 원인의 발견
구마모토 대학의 연구원들은 그 이상한 질병의 원인에 중점을 두고 연구하기 시작하였다. 연구원들은 희생자들이 대개 같은 가족의 구성원들이고 미나마타 만의 바닷가를 따라 어촌에서 모여 산다는 것을 발견하였다. 희생자들의 주식은 변함 없이 미나마타 만의 물고기와 갑각류였다. 그 지역 가족의 식탁에 있는 찌꺼기를 먹던 고양이들은 그 사람들에게서 발견되었던 것과 비슷한 증상들과 함께 죽었다. 이 사실은 병의 발발이 오염된 물고기와 갑각류가 주요 원인인 식중독의 일종이라고 연구자들을 믿게 만들었다. 11월 4일, 연구진이 "미나마타병은 중금속 오염으로 고려되며, 아마도 물고기와 갑각류를 통하여 인체 내부로 들어왔을 것"이라고 발표했다.

### 수은의 확인
조사가 중금속을 원인 물질로서 확인하자마자, 칫소 공장의 폐수가 원인으로서 갑자기 의심을 받기 시작했다. 회사의 자체 테스트로 폐수에 많은 중금속이 포함되었던 사실이 드러났다. 특정한 독이 병에 책임이 있는 것을 증명하는 것은 극도로 어렵고 시간이 소비되었다. 1957년과 1958년 동안에 많은 다른 가설들이 다른 연구자들에 의하여 제안되었다. 먼저, 죽은 생물과 물고기에서 발견된 높은 농도 때문에 망간이 원인 물질로 생각되었다. 탈륨, 셀레늄 등 다양한 오염 물질 가설이 제안되었지만 방문한 영국의 신경학자 더글러스 매칼파인(Douglas McAlpine)이 미나마타 증상들이 유기 수은 중독과 닮았다고 제안한 1958년 3월 이전까지 이어지지 않았고 조사는 수은에 중점을 두었다.
1959년 2월에 미나마타 만의 수은 분포가 조사되었는데 그 결과는 충격적이었다. 많은 양의 수은이 물고기와 갑각류 그리고 만의 진흙에서 발견되었다. 칫소 공장 폐수도관 안에서 가장 농도가 높았고 바다로 나갈수록 농도가 감소함으로써 공장이 오염의 원인으로 명확히 확인되었다. 폐수도관 입구의 오염이 너무 심했으며, 침전물 1톤 당 수은이 2 kg 측정되었다. 칫소는 후에 자회사들을 시켜 수은이 검출된 진흙을 매립하였다. 미나마타병의 희생자들과 일반적인 미나마타 시민들에게 머리카락 샘플을 채취했다. 환자들에게서는 가장 높은 수은 레벨이 705ppm을 기록하였고 증상이 없는 미나마타 시 거주자들에게서는 191ppm이 기록되었다. 이것은 미나마타 시 바깥에 사는 사람들의 평균인 4ppm과 대조된다. 1959년 11월 12일, 미나마타 식중독 분과 위원회는, 미나마타병은 주로 중추신경계에 영향을 주는 중독증이며, 미나마타 만과 그 주위에 사는 어패류를 다량 소비한 것이 원인이고, 가장 주된 원인 물질은 유기 수은 화합물이라고 발표했다.

## 1959

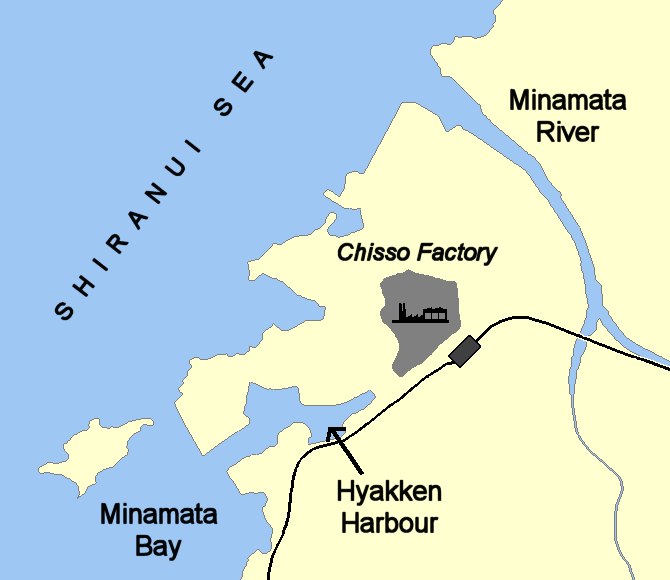
칫소 공장과 폐수가 흘러간 경로

구마모토 대학의 연구자들이 조사를 실시하면서 주요 원인 물질이 중금속인 것을 확인했고, 칫소 공장이 오염의 원인으로 널리 추정되었다. 칫소는 더 정밀한 조사를 받게 되었고 비난을 피하기 위하여 방출 경로를 변경했다. 칫소는 환경적인 피해가 자사의 폐수로 인하여 일어났으며 자신들의 폐수가 미나마타병의 주요 원인임을 알고 있었다. 하지만, 1958년 9월부터 칫소는 폐수를 미나마타 만에 배출하였다. 그 결과 강 입구에 사는 물고기들이 즉사하였고 그 때부터 새로운 미나마타병 희생자들이 다른 마을에서도 나타나기 시작했다. 칫소는 구마모토 대학의 조사 팀에 협력하지 않았다. 회사는 산업 과정에 대한 정보를 주지 않았고 연구자들에게 공장에서 어떤 생산물을 어떤 방법으로 만드는지에 대해 의문을 품게 만들었다. 칫소 공장의 병원장 호소카와 하지메는 1959년 7월 미나마타병에 대한 그의 실험을 수행하기 위하여 실험실을 설립했다. 공장의 폐수가 첨가된 음식을 건강한 고양이들에게 먹이로 주었다. 그 결과, 78일동안 실험 동안 400마리에 달하는 고양이들이 미나마타병의 증상들을 보였고 이 병리학적 실험들은 유기 수은 중독의 진단을 확인하였다. 칫소는 이 중대한 결과를 조사자들에게 드러내지 않았고 호소카와에게 그의 연구를 멈추라고 지시하였다. 칫소 사와 공장이 계속 가동되기를 원하는 단체들은 구마모토 대학 연구원들의 유기 수은 이론을 부정하기 위하여 병의 다른 원인을 찾는 연구에 투자하였다.

### 어부와 환자들에 대한 보상
칫소 공장이 1908년에 개장한 이후로 더러운 폐수는 미나마타 주위의 어업에 손실을 입혀왔었다. '미나마타 어업 공동체'는 회사로부터 1926년과 1943년에 작은 보상을 받았었다. 하지만 미나마타병 발생 후에 어황은 눈에 띄게 변했다. 어획량은 1953년과 1957년 사이 91%가 감소했다. 구마모토 지방 당국은 오염된 미나마타 만에서 잡힌 물고기의 판매를 부분적으로 금지하였다. 어업 공동체는 칫소에 대해 항의했고 8월 6일과 8월 12일에 보상을 강하게 요구하였다. 두 입장을 중재하기 위하여 위원회가 미나마타 시장에 의해 소집되었지만 위원회는 회사의 입장에서 부당하게 편성되었다. 8월 29일, 어업 공동체는 위원회의 중재 제안에 동의하였고 "시민들의 고통을 끝내기 위하여, 우리가 눈물을 참고 받아들이겠다"라고 말했다. 회사는 2천만 엔을 공동체에 지불하였고 어업의 회복을 증진하기 위하여 1,500만 엔의 기금을 마련했다.
1958년, 폐수 방류 경로의 변화 이후, 오염은 야쓰시로 해의 남북으로 퍼졌고 그곳의 어업에도 손상을 입혔다. 작은 미나마타 공동체의 성공에 용기를 얻어, '구마모토 지역 어민 협동조합 동맹'도 칫소 사에 보상을 요구하기로 결정했다. 10월 17일, 동맹 소속 1,500명의 어부들이 협상을 요구하기 위하여 공장으로 몰려갔다. 이것이 성과 없이 끝나자, 동맹 회원들은 도쿄에서 캠페인을 벌였다. 11월 2일에 방문한 동맹 회원들은 공장에 폭동을 일으켰고 많은 부상자를 내며 1천만 엔의 피해를 입혔다. 폭동은 언론에서 널리 보도되었고 미나마타병 발생 이후 처음으로 국가적인 관심을 끌게 하였다. 다른 중재 위원회가 설립되었으며, 2,500만 엔의 격려금이 동맹에 지불되고 6,500만 엔의 어업 회복 기금이 설립되었다. 1959년, 미나마타병의 희생자들은 어부들보다 훨씬 약한 위치에 있었다. 최근에 형성된 '미나마타병 환자 가족 상호 부조회'는 어업 공동체보다 훨씬 더 분화되었다. 환자들의 가족들은 지역 사회로부터의 차별과 추방의 피해자였다. 지역 주민들은 마을이 경제적인 위기에 직면했다고 느꼈다. 일부 환자들에게 공동체에 의한 추방은 병보다 훨씬 더 큰 공포였다고 한다. 1959년 11월, 공장 농성을 시작한 이후, 환자들은 구마모토 지방 행정부장인 데라모토 히로사쿠에게 환자들의 보상 요구를 포함시키도록 했다. 칫소 사는 이에 동의했고 몇 주 간의 협정 후에 다른 격려금 조약이 승인됐다. 후생성에 인증된 환자들은 보상을 받았다. 어른들은 매년 10만 엔을 받고 아이들은 매년 3만 엔을 받았으며 죽은 환자의 가족들은 한번에 32만 엔을 지불받았다.

### 폐수 정화
1959년 10월 21일, 칫소는 일본 통상산업성에게 미나마타 강부터 히야켄(百間) 항까지 배출된 폐수를 되돌려 놓고 폐수 정화 시스템의 공장 설치를 서두르라는 명령을 받았다. 칫소 사는 1959년 12월 19일에 싸이클레이터 정화 시스템을 설치했고 기념식과 함께 오픈했다. 칫소의 회장 요시오카 기이치는 물이 안전하다는 것을 증명하기 위해 싸이클레이터를 통해 정화됐다는 물을 한 컵 마셨다. 사실, 당시 아세트알데히드 공장의 폐수는 사이클레이터를 통하여 정화되지 않았다. 이후 니가타 미나마타병 재판의 증언은 칫소 사는 싸이클레이터가 효과가 완전히 없었다는 것을 알고 있었다는 것을 증명했다. "정화 탱크는 사회적 해결책으로서 설치되었고 유기 수은을 전혀 제거 못했다"

## 역학
3월 21일 기준, 희생자는 2,265명으로 공식 집계되었다.(그 중 1,784명은 사망했다.) 그리고 10,000명은 비록 공식적인 희생자로 인정되지 않았지만 칫소 사로부터 재정적인 보상을 받았다. 완전한 역학 조사가 시행된 적이 없었고 환자들은 재정적인 보상을 얻기 위하여 인증 협회에 자발적으로 찾은 경우만 인정되었기 때문에 미나마타병의 영향을 측정하기는 어려웠다. 많은 미나마타병 희생자들은 그들의 증상을 밝힐 경우 지역 사회로부터 차별과 배척을 당했다. 몇몇 사람들은 미나마타병을 전염병이라며 두려워했고 많은 지역민들은 그들의 생계를 칫소 사에 의존했기 때문에 칫소에 강하게 충성하였다. 이러한 분위기 속에서 환자들은 인증을 받는 것을 꺼렸다. 이러한 요인들에도 불구하고, 17,000명이 넘는 사람들이 인증을 받기 위하여 협회를 찾았다. 또한, 미나마타병 환자임을 인증 받으로써 협회는 환자들에게 칫소로부터 재정적인 보상을 받을 자격을 주었다. 때문에, 협회는 항상 칫소에 대한 재정 부담을 최소화하고 요구자들을 거절하라는 큰 압력을 받았다. 의학적인 인증을 하기 위한 협회가 되기보다는 협회의 결정들은 항상 미나마타와 칫소 사를 둘러싼 경제적, 정치적 요인들에 영향을 받았다. 게다가, 실제로 병으로부터 피해를 받지 않은 채 보상을 요구한다는 사실 무근의 비난을 받기도 하며, 환자들의 보상은 지역 사회의 투쟁의 지속으로 이어졌다.

## 민주화에 대한 영향
티머시 S. 조지(Timothy S. George)에 의하면, 병에 대한 환경 시위들이 일본의 민주화에 도움을 주었다고 한다. 첫 번째 사례가 보고되고 연이어 억압당했을 때, 희생자들의 권리는 인정되지 않았고 그들은 보상을 받지 못했다. 대신, 피해자들은 병에 대한 무지로 인해 사람들이 전염성을 두려워하여 공동체에서 배척당했다.
미나마타 만의 오염에 직접적으로 영향을 받은 사람들은 그들의 미래에 영향을 줄 수 있는 활동들에 참여하지 못했다. 병의 피해자인 어부들과 회사 직원들은 논쟁에서 배제되었다. 미나마타병 환자들이 마침내 토론할 수 있는 모임에 올 수 있게 됨으로써 진보하였고, 그 결과, 전후 일본은 민주주의로의 작은 도약을 하였다.
민중 감정이 진보하여 희생자들과 환경주의자들은 기반을 얻을 수 있었고 병의 원인에 더 효율적으로 접근했다. 언론은 관심을 가짐으로써 더 많은 사람들이 미나마타병의 원인인 오염에 대해 알게 하여 민주화의 과정에 기여하였다.
비록 환경 시위가 일본을 민주화로 이끌었지만, 어민과 미나마타병의 희생자들을 억압한 일본의 체제를 완전히 제거하지는 못했다.

## 미디어
1960년대 초반에 미나마타의 사진 기록이 시작됐다. 1960년에 도착한 사진가 중 한 명은 구와바라 시세이였다. 그의 첫 미나마타 사진 전시회는 1962년 도쿄 후지필름 사진점에서 열렸고 그의 첫 번째 사진집인 "미나마타병"은 일본에서 1965년에 출간되었다. 그는 그 이후로 미나마타에 자주 돌아왔다.
하지만, 미나마타병에 대한 세계적인 관심을 가져온 것은 유진 스미스(W. Eugene Smith)의 사진 에세이였다. 그와 일본인 아내는 미나마타에서 1971년부터 1973년까지 살았다. 가장 유명하고 충격적인 에세이의 사진인 목욕하는 우에무라 도모코(Tomoko Uemura in Her Bath, 1972)는 욕조에서 우에무라 료코가 기형아인 그녀의 딸 도모코를 잡고 있는 것을 보여준다. 도모코는 뱃속에서부터 메틸수은에 의해 중독되었다. 그 사진은 스미스가 병의 결과에 대한 설명을 극대화 하기 위하여 료코와 도모코의 협력을 받아 널리 전파하였다. 사진은 도모코의 가족의 연이은 요청에 의하여 공개가 취소되었고 최근의 스미스의 작품집에는 실리지 않았다. 스미스 부부는 미나마타병 희생자들의 원인을 밝히기 위해 지극히 헌신했고, 보상권 및 인식을 위하여 투쟁하였다. 스미스는 1972년 1월 7일 도쿄 인근에서 칫소 직원들이 이슈를 전 세계에 알리는 것을 막기 위해 폭행하여 유진 스미스는 큰 부상을 입었다. 당시 54세의 스미스는 폭행으로부터 살아남았지만 한쪽 눈의 시력을 잃었고 1978년 사망할 때까지 건강을 회복하지 못했다.
미나마타에서 스미스를 도운 일본인 사진작가 이시카와 다케시는 질병에 대한 스미스의 사진들을 전시해 왔다. 그의 사진들은 1971년부터 지금까지 미나마타 희생자들을 담고 있다.
일본의 유명 다큐멘터리 제작자 쓰치모토 노리아키는 Minamata: The Victims and Their World (1971)를 시작으로 일련의 영화들을 만들었다.

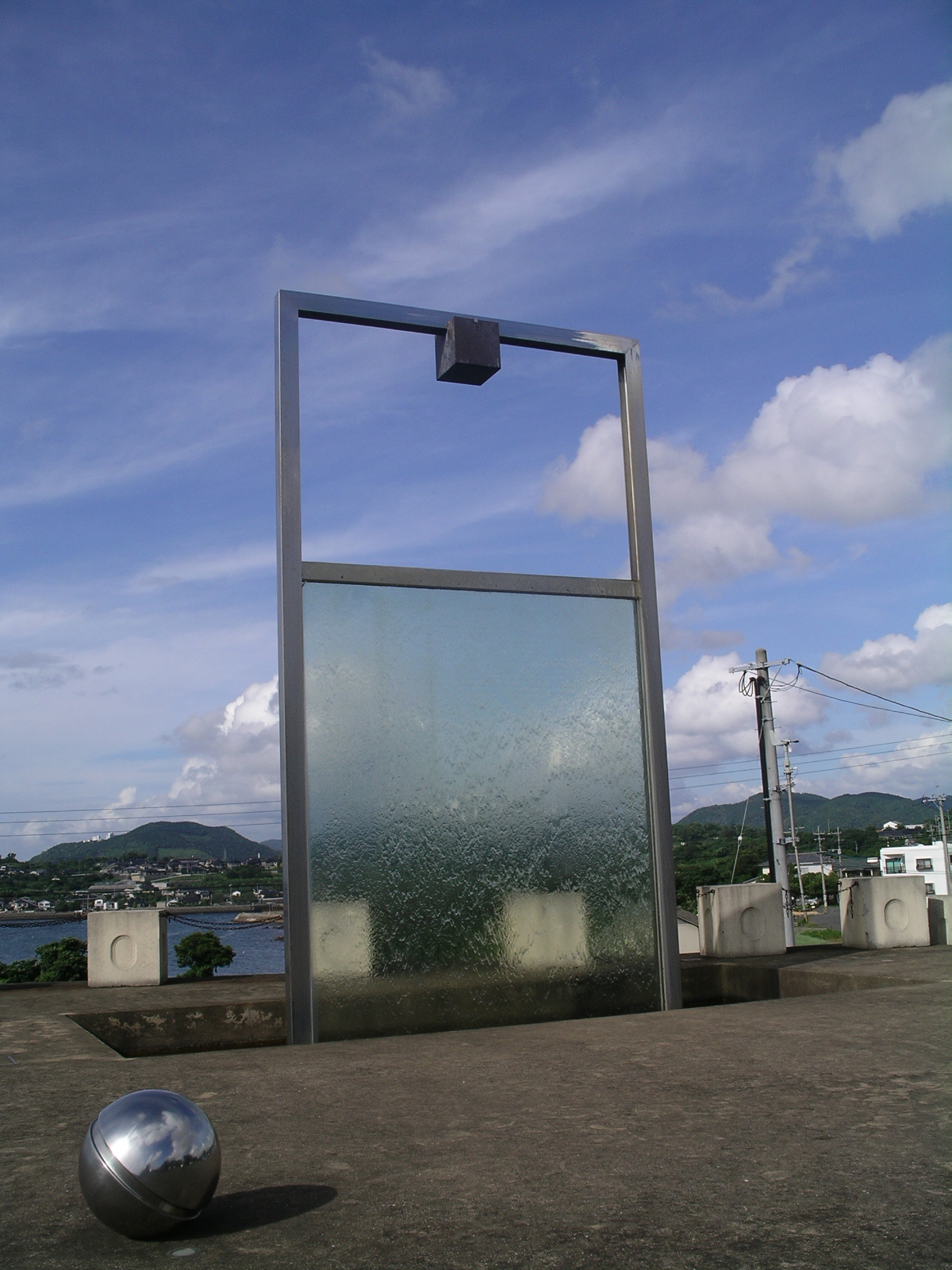
미나마타병 시립 박물관의 기념비

## 오늘날의 미나마타병
미나마타병은 현대의 일본 사회에 중요한 이슈를 남겼다. 칫소와 지자체를 상대로 소송이 여전히 계속되고 있으며, 정부의 대답은 부적절하다고 여겨지고 있다. 칫소 사 웹사이트의 "역사적 개요"에는 미나마타의 막대한 오염에 대한 그들의 책임과 끔찍한 여파에 대해 언급되지 않고 있다. 하지만 그들의 2004년 보고서에는 미나마타병 보상에 대한 부채로 약 58억 2천만 엔이 있다고 한다. 2000년부터 2003년까지 회사의 보상 부채의 총합이 약 1억 7천만 달러를 넘는다고 보고했다.
2006년 5월 1일, 미나마타병 박물관에서 공식적인 병 발견 50주년을 기리기 위한 기념식을 열었다. 날씨가 좋지 않음에도 불구하고 칫소 회장 고토 슌키치와 환경성 장관 고이케 유리코를 포함하여 600명이 넘는 사람들이 참여했다.
대부분의 초기 환자들은 현재 대부분 40대와 50대이며 그들의 건강은 악화되어 가고 있다. 그들을 돌보던 부모들은 현재 70~80대이거나 이미 사망했다. 이러한 환자들은 지역 사회로부터 고립된 채 그들의 집에서 가족들의 보호 속에서 살고 있다. 환자들을 위한 복지 시설들이 몇몇 존재한다. 한 예로 미나마타 지역의 다른 장애인들과 선천적인 환자들을 위한 직업 훈련 센터인 핫 하우스(Hot House, ほっとはうす)가 있다. 핫 하우스 회원들은 미나마타병의 인식을 제고하기 위하여 초등학교에 정기적으로 방문하며 회의와 세미나 등에 자주 참여한다.
옴진리교로 악명을 떨친 아사하라 쇼코도 이 병으로 인해 장애를 갖고 태어났다. 아사하라 쇼코의 아버지와 역시 같은 시각장애인이던 쇼코의 형인 만쿄에 따르면 아사하라 쇼코의 시각 장애는 미나마타병 때문이었지만, 쇼코의 아버지 및 이웃들은 미나마타병 환자로 인정받지 못했다. 오히려, 당시 1950년대에 보상금을 노리는 가짜라고 하여 욕설과 비웃음, 외면을 당해왔다고 만쿄는 이를 갈았고 아버지가 비참하게 죽어서 이웃들의 세상 비웃음 속에 인정도 받지못하고 일도 못한 채로 보상도 없이 죽어가야 했다며 원망을 담아 말했다. 이로 인해 아우가 세상에 대해, 일본에 대해 증오를 품었다고 생각한다면서, 나야 동생이 저지른 옴진리교에 대해 옹호할 마음은 없으나 그렇게 만든 게 바로 일본이 아니냐고 만쿄는 덤덤하게 생전에 인터뷰했다. 결국, 30여 년이나 지난 80년대에 이르러서야 일본 후생성에서는 쇼코의 고향인 야쓰시로시에 50명이 넘는 미나마타병 환자들이 있었다고 인정했지만, 환자들 대다수가 이미 죽은 뒤였다.

## 참고 자료
- "Minamata Disease: The History and Measures", The Ministry of the Environment, (2002), retrieved 17 January 2007
- "Minamata Disease Archives" by the National Institute for Minamata Disease, retrieved 29 October 2006
- Harada, Masazumi. (1972). Minamata Disease. Kumamoto Nichinichi Shinbun Centre & Information Center/Iwanami Shoten Publishers. ISBN 4-87755-171-9C3036
- George, S. Timothy. (2001). Minamata: Pollution and the Struggle for Democracy in Postwar Japan. Harvard University Press. ISBN 0-674-00785-9
- Ui, Jun. (1992). Industrial Pollution in Japan. United Nations University Press. ISBN 92-808-0548-7. Chapter 4, section IV
- Smith, W. E. and Smith, A. M. (1975). Minamata. Chatto & Windus, Ltd. (London), ISBN 0-7011-2131-9
- Eto, K., Marumoto, M. and Takeya, M. (2010) "The pathology of methylmercury poisoning (Minamata disease)", retrieved 7 December 2013

## 추가 문헌
- Oiwa, Keibo. (2001). Rowing the Eternal Sea: The Story of a Minamata Fisherman. Rowman & Littlefield Publishers. ISBN 0-7425-0021-7
- Steingraber, Sandra. (2001). Having Faith: An Ecologist Journey to Motherhood. Perseus Publishing. ISBN 0-425-18999-6
- Approaches to Water Pollution Control, Minamata City, Kumamoto Prefecture
- Allchin, Douglas. The Poisoning of Minamata
- Saito, Hisashi. (2009). Niigata Minamata Disease: Methyl Mercury Poisoning in Niigata, Japan. Niigata Nippo.
- Walker, Brett. (2010) "Toxic Archipelago: A History of Industrial Disease in Japan." University of Washington Press. ISBN 0-295-98954-8

## 같이 보기
- 이타이이타이 병
- 후쿠시마 원전 오염수 방류
- 중금속 중독
- 수은
- 수은 중독